# 練真高等学校
練真高等学校（れんしんこうとうがっこう）は、かつて、東京都練馬区練馬南町（後の練馬四丁目22番8号）にあった私立高等学校。
ここでは、前身の旧制中学校である練真中学校（れんしんちゅうがっこう）および、併設されていた練真幼稚園（れんしんようちえん）についても述べる。

## 概要
大正初期に田中治吾平が設立した国教学館（神職や神道布教師を養成。東京都神田九段下）が、当地に移転して設立。
設立者は財団法人練眞學園。
後に、田中治吾平が設立した練真道教団（れんしんどうきょうだん。1946年立教、1953年より宗教法人）が経営。
1949年（昭和24年）に施行された私立学校法における学校法人の設立がなかったため、一条校として生徒を募集できなくなり、全生徒の卒業によって廃止された。
現在は、校舎所在地に教団本部が所在。

## 沿革
- 1942年（昭和17年）3月13日 - 旧制中学校の練真中学校が設立認可を得る[1]。
- 1942年（昭和17年）4月 - 練真中学校が開校[1]。
- 1942年（昭和17年）秋 - 校舎が完成し移転。
- 1947年（昭和22年） - 学制改革により、新制の練真中学校を設置。
- 1948年（昭和23年）4月1日 - 学制改革により、新制高等学校の練真高等学校へ改称。各学年100-150名を募集。移行措置で、練真中学校も存続。
- 1950年（昭和25年）2月8日 - 同地で練真幼稚園設立認可。同年開園。
- 1952年（昭和27年） - 中学校の全在校生が高等学校へ継承され、中学校を廃校。
- 1955年（昭和30年） - 全在校生卒業により、練真高等学校が廃校。
  - 後に練真幼稚園も廃園。

## 著名な出身者
- 白土三平